# 拉吉尼坎特
西瓦吉·拉奧·蓋克瓦德（1950年12月12日—）或稱藝名拉吉尼坎特（英語：Rajinikanth，/rəˌdʒɪnɪˈkɑːnt/ rə-JIN-ih-KAHNTH），印度男演員，主要在考萊塢工作。在長達50多年的職業生涯中，他拍攝了眾多電影，涵蓋泰米爾語、印地語、泰盧固語、卡納達語、孟加拉語和馬拉雅拉姆語電影，其成就和受歡迎程度普遍在印度電影史上名列前茅。拉吉尼坎特以獨特的電影風格台詞和特質而聞名，在國際上擁有龐大的粉絲群並擁有一群狂熱的追隨者。印度政府於2000年授予他莲花装勋章，2016年授予莲花赐勋章，這是印度第三和第二最高的平民榮譽，並於2019年授予他電影領域最高獎項——達達薩哈布·法爾克獎，以表彰他對印度電影的貢獻。
拉吉尼坎特1975年在K·巴拉昌德的泰米爾劇情片《珍贵的音调》中首次亮相，之後其演藝生涯始於一小段時期，在泰米爾電影中扮演敵對角色。他之後參演了S·P·穆瑟拉曼電影《布瓦納是個問號》（1977年）、《荊棘與花》（1978年）和《她就是這樣》（1978年），憑《荊棘與花》贏得泰米爾納德邦國家電影獎特別獎最佳男主角。到本世紀末，他已經在所有南印度電影業工作過，並在泰米爾電影界建立了自己的事業。隨後，他在翻拍自印地語電影《義薄雲天》（1978年）的動作驚悚片《比拉》 （1980年）中一人分飾兩角，創下迄今為止最大的商業成功，藉此贏得了影星地位並樹立動作英雄的形象。1982年，他在《三張臉》中一人分飾三角，該片為他贏得了泰米爾納德邦國家電影獎特別獎最佳男主角。隔年，他以T·拉瑪·拉奧的票房冠軍影片《盲法》（1983年）首次進軍寶萊塢。1980年代後半葉，他主演了幾部成功的泰米爾語和印地語電影。
1995年電影《沙巴》可謂拉吉尼坎特事業自此以來最成功的電影，也是多年來票房最高的泰米爾電影；該紀錄被自己之後的《戰士之子》（1999年）。中斷幾年後，他以喜劇恐怖片《古宅舞靈》（2005年）重返演藝圈，再次成為票房收入最高的泰米爾電影。他的下一部電影是S·香卡的《大行善者》（2007年），成為第三部進入10億俱樂部的印度電影。拉吉尼坎特在科幻片《宝莱坞机器人之恋》（2010年）及其續集《寶萊塢機器人之戀2.0》（2018年）中扮演了雙重角色，既是科學家，也是一台機器人，這兩部電影都是印度上映時最昂貴的作品，也在印度票房史上名列前茅。2023年，他帶來了動作喜劇大片《獄卒》，在考萊塢產生了重大影響，票房超過60億盧比，使他當時成為該行業唯一擁有兩部50億盧比電影的演員。他也以《獄卒》再次成為印度片酬最高的演員，單部電影總計收入21億盧比。
拉吉尼坎特曾榮獲多項獎項，涵蓋了印度國家電影獎、泰米爾納德邦國家電影獎、南迪獎和南印度電影觀眾獎。他也被《亞洲週刊》列入南亞最具影響力的人物；也被《富比士印度》評為2010年度最具影響力的印度人。

## 早年及家庭
拉吉尼坎特1950年12月12日出生於邁索爾邦（今卡納塔克邦）班加羅爾的馬拉地家庭，本名西瓦吉·拉奧·蓋克瓦德（Shivaji Rao Gaikwad）。母親是家庭主婦，父親拉莫吉·拉奧·蓋克瓦德（Shivaji Rao Gaikwad）是警官。他的祖先來自马哈拉施特拉邦浦那縣的馬瓦迪·卡德帕薩。他是家中四個兄弟姊妹中的老四，兩個兄長和一個姊姊分別名為薩蒂亞納拉亞納·拉奧、納格甚瓦拉·拉奧、阿斯瓦斯·巴魯拜（Aswath Balubhai）。1956年，父親退休後，全家搬到了班加羅爾郊區的哈努曼塔那加爾，並蓋了一間房子。他九歲時就失去了母親。
拉吉尼坎特在班加羅爾的加維普拉姆政府卡納達模範小學（Gavipuram Government Kannada Model Primary School）接受了小學教育。小時候的他「好學又淘氣」，對板球、足球和籃球很感興趣。在此期間，哥哥將他送進了羅摩奎師那修道院，這是一座由羅摩奎師那傳教團建立的印度教修道院；在此學習了吠陀經、傳統和歷史，將靈性深深印入心中。除了精神課程外，他也開始在修道院上表演戲劇。他對戲劇的渴望在數學中不斷增長，並曾有機會扮演印度史詩《摩訶婆羅多》中葉卡拉維亞之友的角色。他在該劇中的表演獲得了卡納達詩人D·R·班德利的稱讚。拉吉尼坎特六年級後，進入阿查里亞帕塔薩拉公立學校學習，直到完成大學預科課程。拉吉尼坎特完成學校教育後，做過包括苦力在內的幾份工作，最後在班加羅爾都市交通公司找到了公車售票員的工作。他在獲得卡納達劇作家托皮·穆尼亞帕（Topi Muniappa）提供出演神話劇的機會後，持續參加戲劇演出。直到看到一則廣告後，決定到新成立的馬德拉斯電影學院參加表演課程。雖然家人並不完全支持他加入研究所的決定，但受朋友兼同事拉吉·巴哈杜爾（Raj Bahadur）激勵加入該研究所，對方甚至並在此階段提供自己財務支持。
拉吉尼坎特在電影學院學習期間，得到了泰米爾電影導演K·巴拉昌德的注意。巴拉昌德為拉吉尼坎特取了藝名，以避免與同行演員西瓦吉·加納森混淆，此藝名取自該導演早期的電影《钱德拉坎特少校》中一個角色的名字。巴拉昌德建議他學習講泰米爾語，拉吉尼坎特隨即聽從。雖然拉吉尼坎特能讀泰米爾語，但無法用此語種書寫。

## 私生活
拉吉尼坎特在班加羅爾擔任公車售票員期間，結識了一位名叫尼爾瑪拉（Nirmala）的醫學生，並展開一段戀情。女方在看到拉吉尼坎特的舞台劇表演後，鼓勵他從事演藝事業，並在他不知情的情況下代表拉吉尼坎特向阿迪亞爾電影學院提交了申請。儘管拉吉尼坎特接受了邀請並持續闖蕩演藝事業，但從此與尼爾瑪拉失去了聯繫。

### 家庭
拉吉尼坎特與埃蒂拉吉女子學院的學生拉塔·拉吉尼坎特結婚，對方曾在學院雜誌上採訪過自己。1981年2月26日，兩人在安得拉邦蒂鲁帕蒂舉行婚禮。夫妻倆育有兩女：艾西瓦婭及桑达瑞亚。女兒們共為他生了四個孫子。

### 信仰
拉吉尼坎特是堅信靈性的虔誠印度教徒。他也是從事瑜珈和冥想的修行者。拉吉尼坎特在每部電影上映前都會虔誠地參拜主要的印度教寺廟；例如，他在2007年《大行善者》上映前拜訪了蒂魯馬拉范卡德瓦拉廟，並在次年《庫塞蘭》上映前拜訪了安得拉邦巴山地尼樂園的實諦·賽·巴巴。他有時也會前往喜馬拉雅山朝聖。
他經常提到拉瑪克里斯納、薩奇丹南達·薩拉斯沃第、拉加文德拉·緹莎、馬哈瓦塔·巴巴伊和拉瑪那·馬哈希是自己鍾愛的精神領袖。

## 獎項

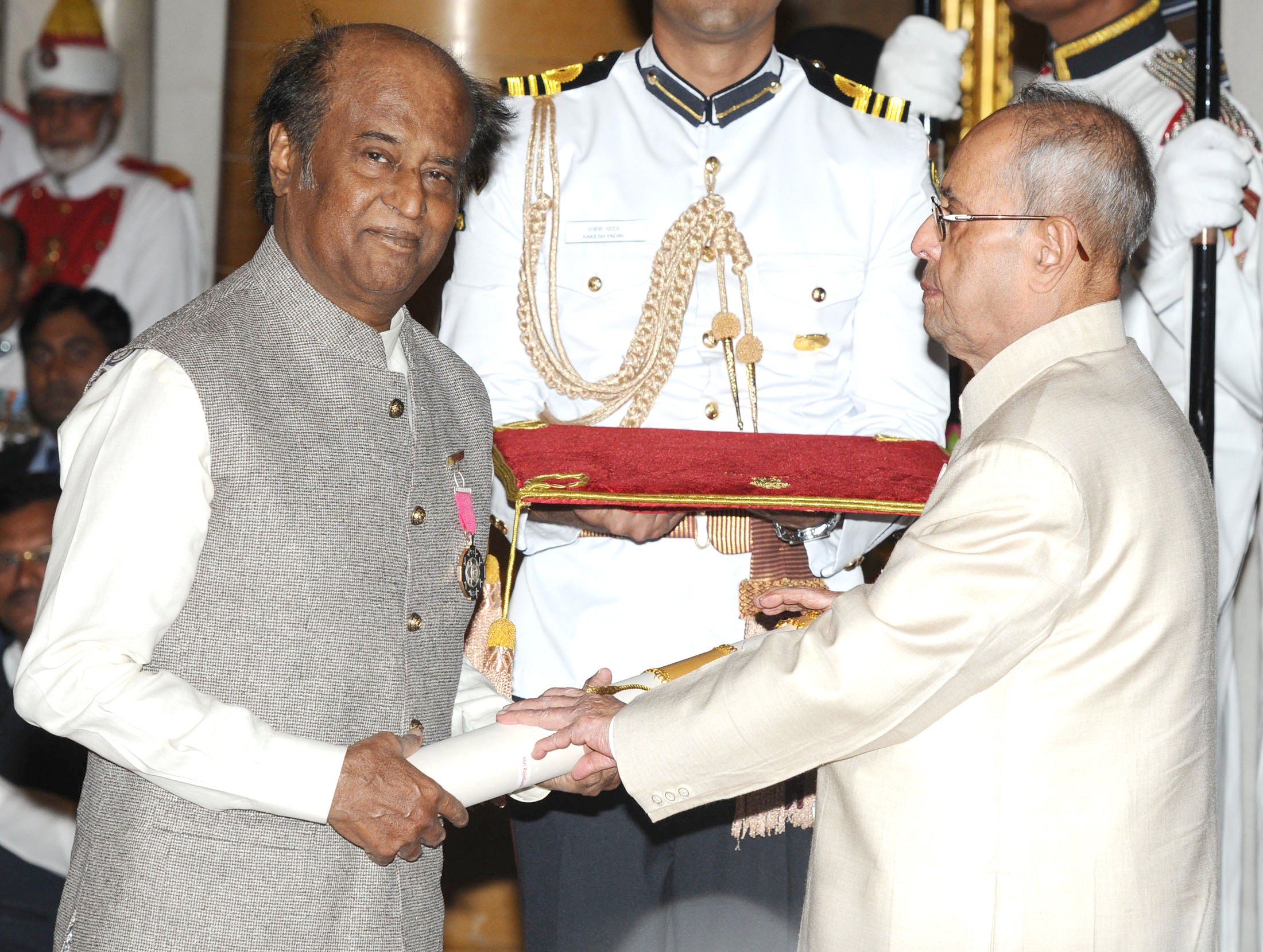
普拉纳布·慕克吉總統2016年4月12日在新德里總統府向拉吉尼坎特頒發莲花赐勋章

## 備註
1. ↑  此名字有很多不同的拼寫形式。其中包括、和。
2. ↑  此名字有很多不同的拼寫形式。其中包括、[1]。
3. ↑  雖然納曼·拉瑪錢德蘭（英语：Naman Ramachandran）在2012年出版的拉吉尼坎特傳記中指出，拉吉尼坎特之母的名字是拉瑪拜[19]，但該演員的兒時朋友、記者拉瑪錢德拉·拉奧在2012年表示，她的名字是吉賈拜。[21]

## 延伸閱讀
- Rao, A.N.Prahlada. . Bangalore, Karnataka: Nava Bharat Publication. 2013  [2024-03-03]. ISBN 978-1-85286-770-6. OL 25437576M. （原始内容存档于2023-04-04）.
- Krishnamoorthy, Raja. . Rupa & Co. 2012: 124  [2016-09-24]. ISBN 9788129119995. （原始内容存档于2020-07-27）.
- Ramakrishnan, Ram N. . Rupa Publications India. 2012: 149  [2016-09-24]. ISBN 9788129120595. （原始内容存档于2020-10-11）.

## 外部連結
- 拉吉尼坎特的X（前Twitter）
- 拉吉尼坎特在互联网电影资料库（IMDb）上的資料（英文）